# Laheküla
Laheküla är en by på Ösel i Estland. Den ligger i den del av Ösels kommun som före kommunreformen 2017 ingick i Kaarma kommun.. Laheküla ligger 5 meter över havet och antalet invånare var 210 år 2011. Laheküla ligger vid sjön Suurlaht och omedelbart väster om residensstaden Kuressaare.